# Liste der denkmalgeschützten Objekte in Semriach
Die Liste der denkmalgeschützten Objekte in Semriach enthält die 15 denkmalgeschützten, unbeweglichen Objekte der Gemeinde Semriach im steirischen Bezirk Graz-Umgebung.

## Denkmäler
| Foto |                 | Denkmal                                                                              | Standort                                            | Beschreibung | Metadaten |
| ---- | --------------- | ------------------------------------------------------------------------------------ | --------------------------------------------------- | --- | --- |
| ja   | Datei hochladen | Kellerstöckl Fronkasten HERIS-ID: 58676 Objekt-ID: 69447                             | bei Am Kogl 13 Standort KG: Markterviertel          | | BDA-Hist.: Q38084324 Status: Bescheid Stand der BDA-Liste: 2025-06-30 Name: Kellerstöckl Fronkasten GstNr.: 150/1                                                           |
| ja   | Datei hochladen | Bauernhaus Krienzer HERIS-ID: 98841 Objekt-ID: 114826seit 2015                       | Am Kogl 31 Standort KG: Markterviertel              | | BDA-Hist.: Q37772836 Status: Bescheid Stand der BDA-Liste: 2025-06-30 Name: Bauernhaus Krienzer GstNr.: 174/2                                                               |
| ja   | Datei hochladen | Römerzeitlicher Grabhügel auf der Leiten HERIS-ID: 98844 Objekt-ID: 114829           | nordwestlich Am Kogl 31 Standort KG: Markterviertel | Der Grabhügel wurde 1962 entdeckt und in situ restauriert, der mit Steinplatten verkleidete Zugang wurde freigelegt. | BDA-Hist.: Q37772846 Status: Bescheid Stand der BDA-Liste: 2025-06-30 Name: Römerzeitlicher Grabhügel auf der Leiten GstNr.: 470 Roman grave in Semriach, Styria            |
| ja   | Datei hochladen | Bauernhof Fragner HERIS-ID: 37444 Objekt-ID: 36596                                   | Holleggstraße 8 Standort KG: Schönegg               | Der Bauernhof Schinnerl (vulgo Fragner) wurde 1688 von Adam Fridl erbaut und 1790 von Joseph Pirstinger lt. Inschrift renoviert. Der zweigeschoßige, hakenförmige Bau zeigt Sgraffitodekoration und Fresken, so außen den Hl. Wandel und eine Handelsszene. | BDA-Hist.: Q37975677 Status: Bescheid Stand der BDA-Liste: 2025-06-30 Name: Bauernhof Fragner GstNr.: .35                                                                   |
| ja   | Datei hochladen | Bauernhofanlage Höss HERIS-ID: 112017 Objekt-ID: 130064seit 2014                     | Schöneggstraße 52 Standort KG: Schönegg             | | BDA-Hist.: Q37828145 Status: Bescheid Stand der BDA-Liste: 2025-06-30 Name: Bauernhofanlage Höss GstNr.: .81                                                                |
| ja   | Datei hochladen | Pfarrhof und ehem. Wirtschaftsgebäude HERIS-ID: 98893 Objekt-ID: 114880              | Markt 2 Standort KG: Semriach                       | | BDA-Hist.: Q37772923 Status: § 2a Stand der BDA-Liste: 2025-06-30 Name: Pfarrhof und ehem. Wirtschaftsgebäude GstNr.: .81                                                   |
| ja   | Datei hochladen | Friedhofskapelle Schmerzhafte Mutter HERIS-ID: 51799 Objekt-ID: 57590                | Markt 4 Standort KG: Semriach                       | Die Kapelle wurde 1375 erbaut und um 1650 umgebaut. Es ist ein rechteckiger, zweijochiger Raum mit 3/4-Apsis. | BDA-Hist.: Q1527468 Status: § 2a Stand der BDA-Liste: 2025-06-30 Name: Friedhofskapelle Schmerzhafte Mutter GstNr.: .104/3 Cemetery chapel Mater dolorosa, Semriach         |
| ja   | Datei hochladen | Kath. Pfarrkirche hl. Ägydius und ehem. Friedhof HERIS-ID: 51800 Objekt-ID: 57591    | bei Markt 4 Standort KG: Semriach                   | Die Kirche wurde urskundlich 1237 erwähnt, die heutige spätgotische Hallenkirche stammt aus der Zeit nach 1500: das Langhaus wurde 1505 vollendet, der Chor 1543. Das dreischiffige, vierjochige Langhaus hat im Mittelschiff Sternrippen- und an den Seitenschiffen Kreuzrippengewölbe, die auf Wanddiensten ruhen. Vom Fronbogen gehen zwei gebündelte Rippenkonsolen weg, rechts ist ein bärtiger Männerkopf zu sehen. Der dreijochige Chor hat 5/8-Schluss und Netzrippengewölbe. Außen befinden sich an Chor und Langhaus zwei- bis dreifach abgetreppte Strebepfeiler. Der quadratische Turm im Norden wurde gleichzeitig mit dem Chor erbaut, er weist Rippensterngewölbe, spitzbogige Schallfenster und Pyramidendach auf. Der Hochaltar wurde 1896 nach einem Entwurf von Hans Pascher gebaut. | BDA-Hist.: Q1505577 Status: § 2a Stand der BDA-Liste: 2025-06-30 Name: Kath. Pfarrkirche hl. Ägydius und ehem. Friedhof GstNr.: .104/1, 846/1 Saint Giles Church (Semriach) |
| ja   | Datei hochladen | Mesnerhaus HERIS-ID: 98887 Objekt-ID: 114874                                         | Markt 4 Standort KG: Semriach                       | | BDA-Hist.: Q37772902 Status: § 2a Stand der BDA-Liste: 2025-06-30 Name: Mesnerhaus GstNr.: .103/1                                                                           |
| ja   | Datei hochladen | Gattertor HERIS-ID: 98889 Objekt-ID: 114876                                          | bei Markt 4 Standort KG: Semriach                   | | BDA-Hist.: Q37772913 Status: § 2a Stand der BDA-Liste: 2025-06-30 Name: Gattertor GstNr.: 827                                                                               |
| ja   | Datei hochladen | Bauernhaus vulgo Koar mit eingemauertem Römerstein HERIS-ID: 88429 Objekt-ID: 102999 | bei Mittlerer Windhof 4 Standort KG: Windhof        | Das quer zum Hang gebaute, in diesen teilweise hineinragende Bauernhaus stammt aus der ersten Hälfte des 17. Jahrhunderts, das Giebeldach ist eine neuere Zutat und ersetzte ein älteres Schopfwalmdach. Oberhalb der Haustür ist eine römische Spolie eingemauert. | BDA-Hist.: Q37725551 Status: Bescheid Stand der BDA-Liste: 2025-06-30 Name: Bauernhaus vulgo Koar mit eingemauertem Römerstein GstNr.: .29                                  |
| ja   | Datei hochladen | Volksschule Augraben HERIS-ID: 97799 Objekt-ID: 113663                               | Rannachstraße 3 Standort KG: Windhof                | | BDA-Hist.: Q37770524 Status: § 2a Stand der BDA-Liste: 2025-06-30 Name: Volksschule Augraben GstNr.: .128 Volksschule Augraben, Semriach                                    |
| ja   | Datei hochladen | Bauernhaus vulgo Rumpl HERIS-ID: 14697 Objekt-ID: 10935                              | Rannachstraße 7 Standort KG: Windhof                | | BDA-Hist.: Q37763787 Status: Bescheid Stand der BDA-Liste: 2025-06-30 Name: Bauernhaus vulgo Rumpl GstNr.: .121                                                             |
| ja   | Datei hochladen | Wallfahrtskirche hl. Ulrich (Ulrichsbrunn) HERIS-ID: 98913 Objekt-ID: 114900         | Ulrichsbrunn 3 Standort KG: Windhof                 | Die Wallfahrtskirche wurde nach 1720 an einer Quelle erbaut. Sie ist ein gestreckter Achteckbau mit angebauter Sakristei im Osten und angebautem Glockentürmchen. Der Innenraum ist oval mit hölzerner Flachdecke und Sängerempore. Der Altar mit drei Figuren stammt aus dem Jahr 1777. | BDA-Hist.: Q2542838 Status: § 2a Stand der BDA-Liste: 2025-06-30 Name: Wallfahrtskirche hl. Ulrich (Ulrichsbrunn) GstNr.: .8 Ulrichsbrunn-Kapelle                           |
| ja   | Datei hochladen | Sog. Ulrichsbrunn HERIS-ID: 98914 Objekt-ID: 114901                                  | Standort KG: Windhof                                | Die in Form eines Bildstocks gefasste Brunnengrotte weist eine Figur des hl. Ulrich auf. | BDA-Hist.: Q63986411 Status: § 2a Stand der BDA-Liste: 2025-06-30 Name: Sog. Ulrichsbrunn GstNr.: 31/3 Ulrichsbrunn Quelle                                                  |